# Gnophomyia stenochorema
Gnophomyia stenochorema är en tvåvingeart som beskrevs av Alexander 1962. Gnophomyia stenochorema ingår i släktet Gnophomyia och familjen småharkrankar.
Artens utbredningsområde är Bolivia. Inga underarter finns listade i Catalogue of Life.